# Blackburn Cubaroo
O Blackburn Cubaroo foi uma aeronave protótipo britânica desenvolvida durante os anos 20. Era um avião biplano, cuja função consistia em realizar missões de lançamento de torpedos. À data do seu primeiro voo, era um dos maiores aviões monomotor do mundo.